# Hohenzollernstraße 137 (Mönchengladbach)

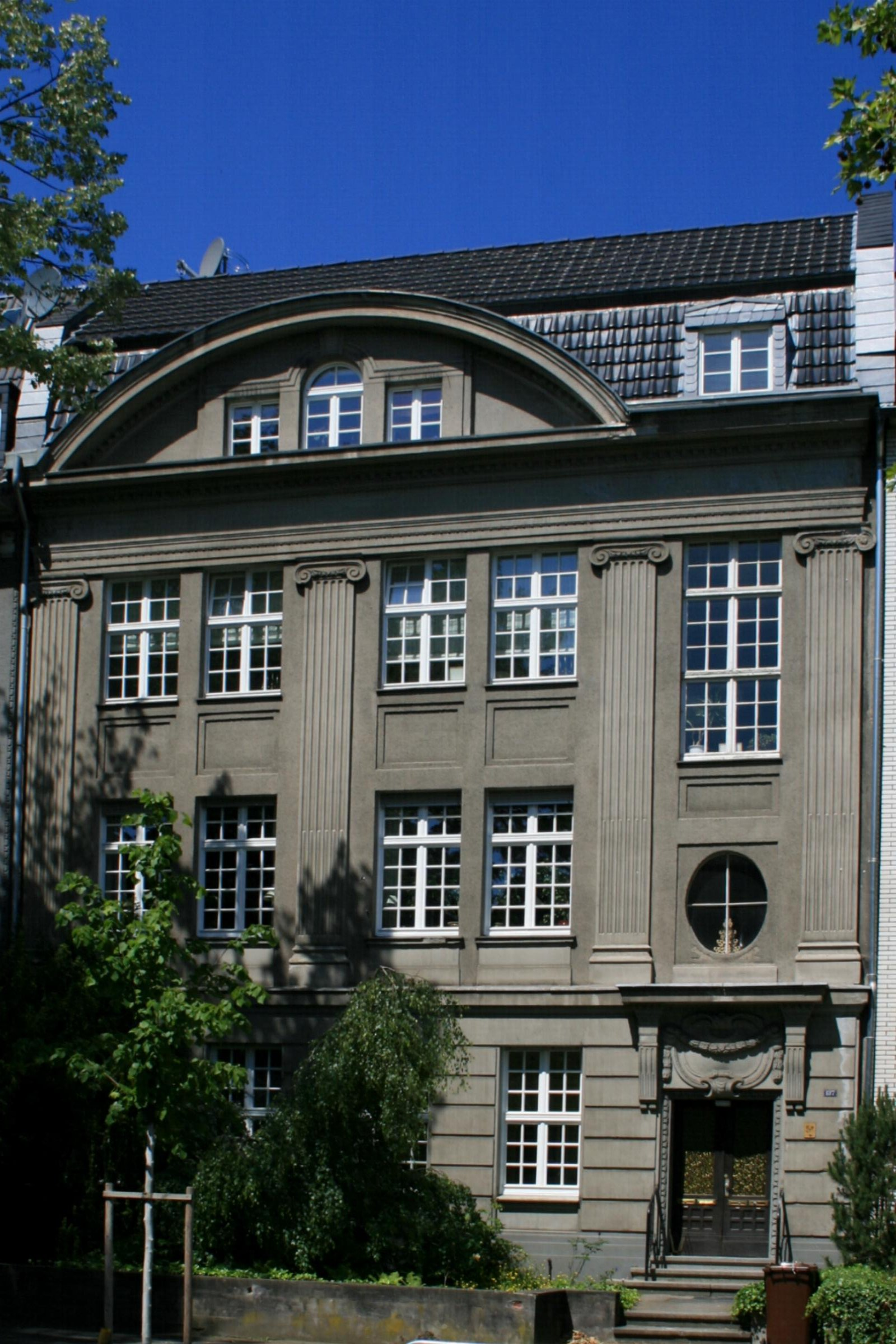
Wohnhaus (2010)

Das Wohnhaus Hohenzollernstraße 137 steht in Mönchengladbach (Nordrhein-Westfalen).
Das Gebäude wurde 1910/15 erbaut. Es wurde unter Nr. H 065  am 7. August 1990 in die Denkmalliste der Stadt Mönchengladbach eingetragen.

## Architektur
Bei dem Objekt handelt es sich um ein dreigeschossiges, fünfachsiges Traufenhaus mit ausgebautem Dachgeschoss aus dem Jahre 1910.